# Paschoal Rangel

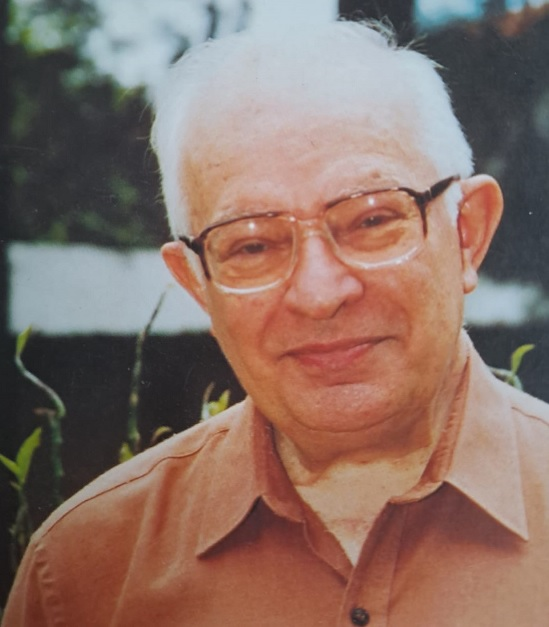
Padre Paschoal Rangel, SDN

Padre Paschoal Rangel (17 de maio de 1922 - 24 de abril de 2010) foi um sacerdote, teólogo, professor, jornalista e ensaísta nascido em Castelo (Espírito Santo) e falecido em Belo Horizonte, Minas Gerais. Seus pais eram Alcino de Abreu Rangel e Rosa Sellitti Rangel.

## Estudos
Cursou o Ensino Primário em Castelo (ES) e o Curso Ginasial em Manhumirim (MG) no Seminário Apostólico do Instituto da Congregação dos Missionários Sacramentinos de Nossa Senhora, levado pelo próprio Júlio Maria de Lombaerde; Cursou Filosofia no Seminário Maior do mesmo Instituto; Cursou Teologia no Seminário Provincial do Coração Eucarístico, de Belo Horizonte (MG); Licenciatura em Filosofia pela Faculdade Dom Bosco de Fisolofia, Ciências e Letras, de São João del-Rei (MG), com registro na Universidade Federal de Juiz de Fora; Bacharelou-se em Comunicação Social pela Pontifícia Universidade Católica de Minas Gerais.

## Missionário na Imprensa
Paschoal Rangel ordenou-se sacerdote em dezembro de 1946. Foi Professor de Filosofia, História da Filosofia e Introdução à Filosofia e Teologia Sistemática do Instituto Central de Filosofia e Teologia da Pontifícia Universidade Católica de Minas Gerais e Professor de Deontologia de Enfermagem da mesma PUC-MG e da Universidade Federal de Minas Gerais; Vice-Diretor do ICFT da PUC-MG (1968-1969). Tem vários artigos sobre Filosofia e Teologia publicados em jornais e revistas (O Lutador; O Diário (BH-MG), A Ordem, do Centro Dom Vital; revista de Teologia Kriterion, da UFMG), além de alguns Cadernos de Teologia, sobre a Revelação e os Sacramentos. Foi Redator e Editor-chefe do Jornal O Lutador e da Revista de Teologia Atualização.
Durante o Concílio Vaticano II foi o único correspondente de um jornal brasileiro a fazer uma cobertura substancial do evento para o Diário de Notícias.
Ao Padre Paschoal Rangel foram indexados mais de 3.800 artigos publicados na imprensa E, nas palavras do escritor católico brasileiro, Antônio Carlos Santini, ele foi capaz de "na dança móvel que quem luta com palavras", saltar do "jargão teológico ("segurança epistemológica", "mediação ideológico-racional") para expressão que alcança os leitores de jornal ("teólogos de galinheiro", "guerrilha ideológica", "sono dogmático"). E, natural, o mel da ironia escorre gostosamente no canto do lábio do leitor..."
Padre Paschoal sucedeu Dom Antônio Afonso de Miranda - que fora nomeado bispo da Diocese de Lorena e seria o incentivador da Canção Nova - na chefia da redação do Jornal O Lutador.
Em 1969, fundou a Revista Atualização, com o apoio do Padre Alberto Antoniazzi e do Instituto Central de Filosofia e Teologia da Pontifícia Universidade Católica de Minas Gerais, e nela colaboraram os principais pensadores e líderes católicos brasileiros e alguns estrangeiros, tais como: Dom Antônio Afonso de Miranda; Dom João Evangelista Martins Terra; Hupert Lepargneur, Dom João Resende Costa, Cardeal Godfried Dannieels; Cardeal Raymundo Damasceno Assis, Henrique Cristiano José Matos, Dom Boaventura Kloppenburg.

## Obras Publicadas
- Entre Ágapes e Eucaristias - Um estudo histórico-litúrgico sobre a Missa. Manhumirim: Editora O Lutador, 1956.
- A Nova Teologia da Revelação na "Dei Verbum". Belo Horizonte: Editora O Lutador, 1970.
- Emmanuel Mounier - Um Pensamento Dentro da Vida. Belo Horizonte: Editora O Lutador, 1976.
- Ensaios de Literatura: Uma introdução à leitura de dezesseis autores brasileiros. Belo Horizonte: Editora O Lutador, 1984.
- No Vento Azul (Quase-poemas). Belo Horizonte: Editora O Lutador, 1986.
- Essa Mineiríssima Henriqueta - Ensaio de interpretação poética de Henriqueta Lisboa. Belo Horizonte: Editora O Lutador, 1987. (Prêmio da UBE de Melhor Livro de Crítica de Poesia; Prêmio Agripino Grieco de Melhor Livro de Crítica Literária de 1988)
- Teologia da Libertação: Juízo crítico e busca de caminhos. Belo Horizonte: Editora O Lutador, 1988.
- Falas do Meu Rio - Quase-poemas, quase-orações. Belo Horizonte: Editora O Lutador, 1988.
- Maria, Maria... (Meditações sobre as invocações da Ladainha de Nossa Senhora. Belo Horizonte: Editora O Lutador, 1991.
- Sagrado Coração do Homem. (Meditações sobre a Ladainha do Coração de Jesus. Belo Horizonte: Editora O Lutador, 1993.
- Teologia de Jornal - Uma interpretação teológica dos fatos. Belo Horizonte: Editora O Lutador, 1996.
- O Romanceiro de Henriqueta Lisboa em "Madrinha Lua". Belo Horizonte: Editora O Lutador, 1996.
- Provérbios e Ditos Populares - A sabedoria de nossa gente. Belo Horizonte: Editora O Lutador, 2003.
- A Igreja e o Batismo. Belo Horizonte: Editora O Lutador, 2007.